# Oberon (programovací jazyk)
Oberon je multiparadigmatický programovací jazyk s ALGOL-like syntaxí vytvořený profesorem Niklausem Wirthem v roce 1986. Název Oberon je převzatý z názvu měsíce planety Uranu (který je sám pojmenován po mytologické postavě krále elfů).

## Charakteristika jazyka
Oberon podporuje imperativní, strukturované, modulární a objektově orientované programovací paradigma. Rozlišuje velikost písmen. Má garbage collector, ale podporuje systémové programování. Vyžaduje izolaci nebezpečného kódu.

## Hello world
```
MODULE Hello;
 IMPORT Oberon, Texts;
 VAR W: Texts.Writer;
 
 PROCEDURE World*;
 BEGIN
   Texts.WriteString(W, "Hello World!");
   Texts.WriteLn(W);
   Texts.Append(Oberon.Log, W.buf)
 END World;
 
BEGIN
 Texts.OpenWriter(W)
END Hello.
```